# Raz Hershko
Raz Hershko (n. 19 iunie 1998, Netania, Israel) este o sportivă ce a reprezentat Israel, medaliată olimpică. A participat la 2 ediții ale Jocurilor Olimpice (2020, 2024) în care a câștigat o medalie de argint și o medalie de bronz.